# Museo de la Naranja
El Museo de la Naranja (en valenciano Museu de la Taronja), tiene su sede en la calle Major número 10 de la localidad valenciana de Burriana (Castellón), España.
El edificio que alberga el museo se enmarca dentro del modernismo valenciano, siendo un destacado ejemplo de este estilo en Burriana.
El museo cuenta con seis salas donde se plantea un recorrido por la evolución histórica de la agricultura naranjera, el comercio, transporte y la publicidad de la industria de los derivados de los cítricos en un periodo histórico que abarca desde finales del siglo XVIII hasta nuestros días.
El Archivo-Biblioteca cuenta con más de 6000 documentos con una colección de más de 5000 marcas naranjeras, más de 1000 fotografías y numerosos ejemplares de papel de seda usados para envolver las naranjas. El museo organiza además una exposición itinerante de sus fondos y organiza un certamen internacional de fotografía sobre los cítricos. Se pueden ver las últimas ediciones en la web oficial del museo..